# U-19-Fußball-Asienmeisterschaft 1986
Die 24. U-19-Fußball-Asienmeisterschaft wurde 1986 in Riad (Saudi-Arabien) ausgetragen. Das Turnier begann am 1. Dezember und endete am 10. Dezember. Sieger wurde der Gastgeber. Der Turniersieger qualifizierte sich zusammen mit dem Zweitplatzierten Bahrain für die Junioren-Weltmeisterschaft 1987.

## Qualifikation
Die gemeldeten Mannschaften ermittelten in acht regionalen Gruppen die acht Teilnehmer. Als Finalort wurde Riad festgelegt.
- Bahrain
- Indien
- Indonesien
- Katar
- Nordkorea
- Saudi-Arabien (Gastgeber)
- Sri Lanka
- Südkorea

## Modus
Die acht Mannschaften spielten zunächst in zwei Gruppen mit jeweils vier Mannschaften. Für einen Sieg gab es zwei Punkte, für ein Unentschieden einen Punkt. Die beiden Erstplatzierten jeder Gruppe qualifizierten sich für das Halbfinale. Die beiden Finalisten qualifizierten sich für die Junioren-Weltmeisterschaft.

## Vorrunde

### Gruppe A
| Pl. | Verein        | Sp. | S | U | N | Tore    | Diff. | Punkte |
| --- | ------------- | --- | - | - | - | ------- | ----- | ------ |
| 1.  | Saudi-Arabien | 3   | 3 | 0 | 0 | 013:100 | +12   | 06:0   |
| 2.  | Katar         | 3   | 2 | 0 | 1 | 007:300 | +4    | 04:20  |
| 3.  | Indien        | 3   | 0 | 1 | 2 | 002:800 | −6    | 01:50  |
| 4.  | Indonesien    | 3   | 0 | 1 | 2 | 001:110 | −10   | 01:50  |

|                  |   |            |     |
| 1. Dezember 1986 |   |            |     |
| Katar            | – | Indonesien | 3:0 |
| Saudi-Arabien    | – | Indien     | 4:0 |
| 3. Dezember 1986 |   |            |     |
| Indien           | – | Katar      | 1:3 |
| Saudi-Arabien    | – | Indonesien | 7:0 |
| 5. Dezember 1986 |   |            |     |
| Indien           | – | Indonesien | 1:1 |
| Saudi-Arabien    | – | Katar      | 2:1 |

### Gruppe B
| Pl. | Verein    | Sp. | S | U | N | Tore    | Diff. | Punkte |
| --- | --------- | --- | - | - | - | ------- | ----- | ------ |
| 1.  | Bahrain   | 3   | 2 | 1 | 0 | 009:100 | +8    | 05:10  |
| 2.  | Nordkorea | 3   | 2 | 0 | 1 | 004:100 | +3    | 04:20  |
| 3.  | Südkorea  | 3   | 1 | 1 | 1 | 009:200 | +7    | 03:30  |
| 4.  | Sri Lanka | 3   | 0 | 0 | 3 | 000:180 | −18   | 0:60   |

|                  |   |           |     |
| 2. Dezember 1986 |   |           |     |
| Bahrain          | – | Südkorea  | 1:1 |
| Sri Lanka        | – | Nordkorea | 0:3 |
| 4. Dezember 1986 |   |           |     |
| Nordkorea        | – | Bahrain   | 0:1 |
| Sri Lanka        | – | Südkorea  | 0:8 |
| 6. Dezember 1986 |   |           |     |
| Bahrain          | – | Sri Lanka | 7:0 |
| Nordkorea        | – | Südkorea  | 1:0 |

## Finalspiele
|  | Halbfinale          | Halbfinale       |                   |   | Finale            | Finale            |
|  |                     |                  |                   |   |                   |                   |
|  | Saudi-Arabien       | 2                |                   |   |                   |                   |
|  | Nordkorea           | 0                |                   |   |                   |                   |
|  | 8. Dezember 1986    |                  |                   |   |                   |                   |
|  |                     |                  | 10. Dezember 1986 |   |                   |                   |
|  | Saudi-Arabien       | 2                |                   |   |                   |                   |
|  |                     | Bahrain          | 0                 |   |                   |                   |
|  |                     |                  |                   |   |                   |                   |
|  | Spiel um Platz drei |                  |                   |   |                   |                   |
|  | 8. Dezember 1986    | 8. Dezember 1986 | Nordkorea         | 1 |                   |                   |
|  | Bahrain             | 2                | Katar             | 0 |                   |                   |
|  | Katar               | 0                |                   |   | 10. Dezember 1986 | 10. Dezember 1986 |

## Ergebnis
Saudi-Arabien wurde zum ersten Mal Asienmeister und qualifizierte sich zusammen mit Bahrain für die Junioren-Weltmeisterschaft 1987 in Chile. Dort beendete der Asienmeister seine Vorrunden hinter der Bundesrepublik Deutschland, Bulgarien und den Vereinigten Staaten auf dem letzten Platz und schied damit ebenso aus wie Bahrain als Gruppenletzter hinter der DDR, Schottland und Kolumbien.